# Cantón de Grand-Fougeray
El cantón de Grand-Fougeray era una división administrativa francesa, que estaba situada en el departamento de Ille y Vilaine y la región de Bretaña.

## Composición
El cantón estaba formado por cuatro comunas:
- Grand-Fougeray
- La Dominelais
- Sainte-Anne-sur-Vilaine
- Saint-Sulpice-des-Landes

## Supresión del cantón de Grand-Fougeray
En aplicación del Decreto nº 2014-177 de 18 de febrero de 2014, el cantón de Grand-Fougeray fue suprimido el 22 de marzo de 2015 y sus 4 comunas pasaron a formar parte del nuevo cantón de Bain-de-Bretagne.